# Barbus brevipinnis
Barbus brevipinnis е вид лъчеперка от семейство Шаранови (Cyprinidae). Видът е почти застрашен от изчезване.

## Разпространение
Разпространен е в Свазиленд и Южна Африка (Квазулу-Натал, Мпумаланга и Северозападна провинция).